# Orthotrichum griffithii
Orthotrichum griffithii là một loài rêu trong họ Orthotrichaceae. Loài này được Mitt. ex Dixon mô tả khoa học đầu tiên năm 1911.